# إمارة شفارتسبورغ سوندرسهاوزن
شفارتسبورغ سوندرسهاوزن (Schwarzburg-Sondershausen) إمارة صغيرة في ألمانيا، في ولاية تورنغن الحالية، عاصمتها مدينة سوندرسهاوزن.

## التاريخ

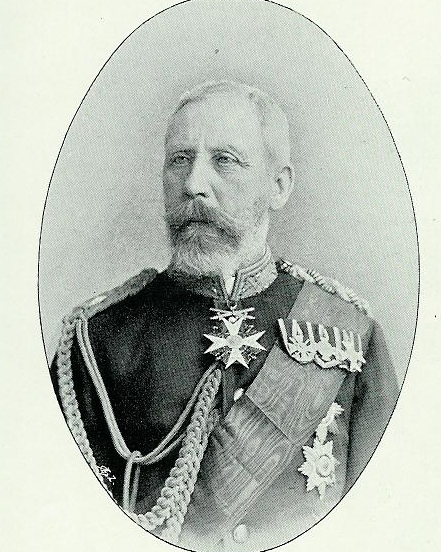
كارل غونتر، آخر أمراء شفارتسبورغ سوندرسهاوزن

وكان شفارتسبورغ سوندرسهاوزن كونتية حتى سنة 1697، في تلك السنة بعد أن أصبحت إمارة، واستمرت حتى سقوط الممالك الألمانية في عام 1918، خلال الثورة الألمانية 1918-1919. وبعد ذلك صارت جمهورية.
في عام 1920 انضمت مع الدول الصغيرة الأخرى في المنطقة لتشكيل دولة تورنغن الجديدة. بلغت شفارتسبورغ سوندرسهاوزن مساحة 862 كيلومتر مربع وعدد سكانها 85000 (1905). من المدن الواقعة فيها: أرنشتات، سوندرسهاوزن، غيرن، لنغيفيسن، غروسبرايتنباخ، إبلبن، غروسينيريش، غرويسن وبلاوي.